# 日本國鐵EF15型電力機車
EF15型电力机车（日语：EF15形電気機関車）是日本铁路的干线货运电力机车车型之一，由日立製作所、川崎車輛、三菱重工业、東京芝浦電氣、汽車製造、日本車輛製造等企业联合设计制造，于1947年（昭和22年）至1958年（昭和33年）间制造，适用于供电制式为1500伏直流电的电气化铁路。

## 历史

### 研制
第二次世界大战结束后，为了应付日本铁路运输量在战后混乱期的快速增长，于1947年研制了EF15型干线货运电力机车。1947年至1958年间，日立製作所、川崎車輛、三菱重工业、東京芝浦電氣、汽車製造、日本車輛製造等企业共生产了202台该型机车。
EF15型电力机车是在EF10、EF12型电力机车的基础上发展而成，并大量采用了与同时期EF58型电力机车通用的关键部件，例如车体结构、转向架、电气设备等，以简化生产工艺和生产材料，确保能够快速投入大规模批量生产。EF15型电力机车的总体结构和初代的EF58型电力机车大致相同，主要特点如下：
- 采用大功率牵引电动机，初期型机车（EF15 1～8、16～33）采用310千瓦的MT41型牵引电动机，机车小时功率为1800千瓦；量产型机车采用325千瓦的MT42型牵引电动机，机车小时功率提高至1900千瓦。
- 量产型机车的车轴轴箱全部使用日本精工（NSK）的滚柱轴承，是首次在日本的货运电力机车采用同类型产品。
- 根据货运机车的使用条件，采用了较大的牵引齿轮传动比（20：83=1：4.15）。
- 采用新设计的LT129型导轮转向架。
- 恢复采用在EF13型电力机车上被省略的高速断路器。
- 齿轮传动装置采用了带有螺旋弹簧的弹性大齿轮（从动齿轮），以改善传动性能及减轻噪音。
- 因应机车功率的提升，加大了接触器开关容量及电阻器热容量。

### 运用

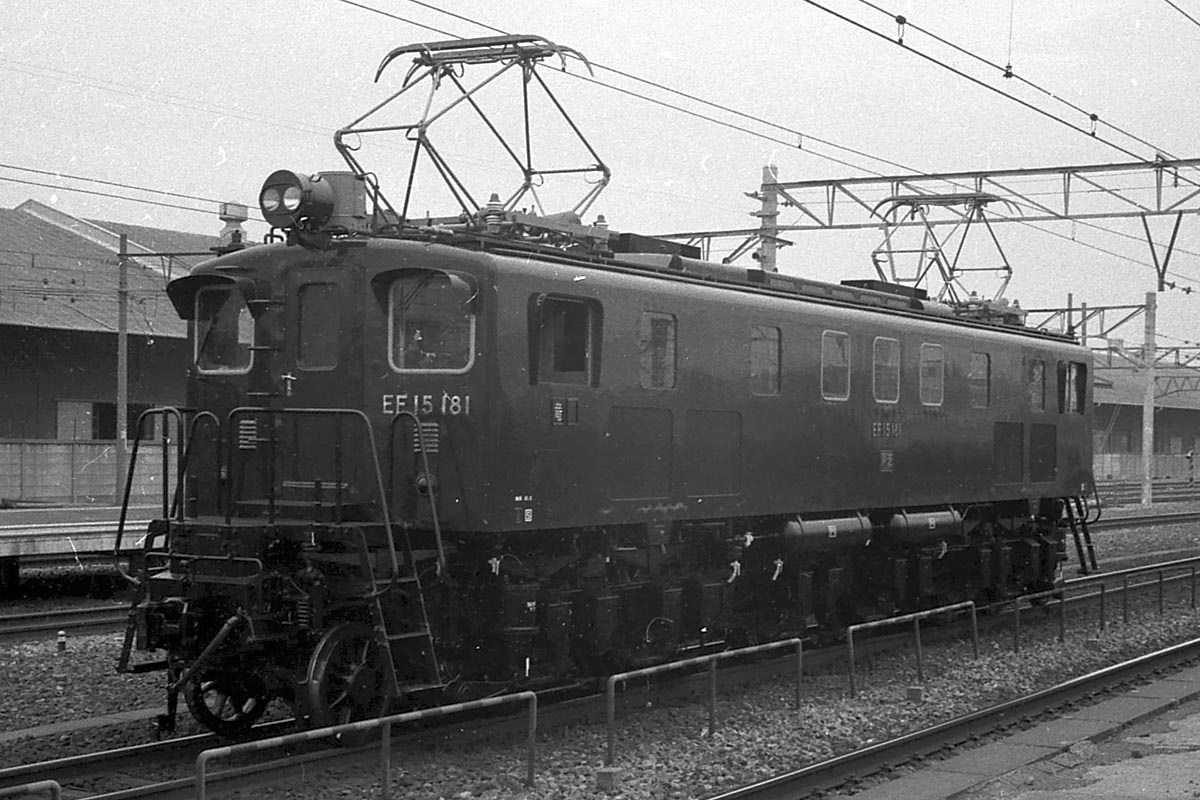
EF15-181号机车（1981年）

EF15型电力机车投入运用初期，被广泛运用于日本国内的直流电气化铁路，例如东海道本线、山阳本线、东北本线、高崎线、上越线等，主要担当货运列车的牵引任务。在东海道本线和山阳本线上，随着区间货物列车逐渐采用EF60、EF65型电力机车作为牵引动力，EF15型电力机车开始退居二线。至1978年10月日本国铁调整列车运行图后，EF15型电力机车不再牵引东海道本线和山阳本线的货物列车，而广岛机关区的EF15型电力机车亦陆续转配属到其他地区。
另一方面，EF15型电力机车亦大量运用于关东地方的首都圈和上越线，从1978年起开始逐步对早期制造的机车择劣报废。此后，随着货物列车的削减加快了旧型机车的淘汰。至1982年（昭和57年），上越线和信越本线的EF15型电力机车全部被EF64型电力机车所替代。1985年（昭和60年）3月，东北本线和高崎线的EF15型电力机车亦被EF60型电力机车淘汰。
最终，阪和线和纪势本线成为了EF15型电力机车最后的根据地。龙华机关区从1960年代初开始配属EF15型电力机车，用来牵引阪和线的货物列车。1978年（昭和53年）10月，纪势本线完成电气化改造之后，EF15型电力机车的运用区段又延长至新宫。龙华机关区曾经配属14台EF15型电力机车，至1986年（昭和61年）3月调整运行图后，大多数EF15型电力机车均被EF60型电力机车取代，仅余下三台EF15型电力机车（123、158、184）继续使用。同年11月，纪势本线西部的货物列车停运后，EF15型电力机车亦正式全面停运。其中，EF15型158号机车于1987年国铁分割民营化时被西日本旅客铁道继承，是国铁民营化时唯一获得保留车籍的EF15型电力机车，至2011年10月31日才正式除籍。

## 车辆保存
- EF15-120号机车： 静态保存于大阪府摄津市的新干线公园。
- EF15-158号机车： 静态保存于西日本旅客铁道网干综合车辆所宫原支所。
- EF15-165号机车： 静态保存于群马县安中市的碓冰岭铁道文化村。
- EF15-192号机车： 静态保存于东日本旅客铁道大宫综合车辆中心。
- EF15-198号机车： 静态保存于山梨县韮崎市的韭崎中央公园。
- EF15-168号机车： 第一端车头保存于大宫综合车辆中心，第二端车头保存于大阪府高槻市田能畑子谷。

## 参看
- EF12型电力机车
- EF13型电力机车
- EF18型电力机车
- EF58型电力机车
- 日本电力机车列表